# Patiño
Patiño é um departamento da Argentina, localizado na província de Formosa. Segundo censo de 2010, havia 68 581 habitantes. Tem 24 502 quilômetros quadrados.